# Carlo Agostoni
Carlo Agostoni Faini (ur. 23 marca 1909 w Mediolanie, zm. 25 czerwca 1972 w Meksyku) – włoski szpadzista, wielokrotny medalista igrzysk olimpijskich i mistrzostw świata.
Na igrzyskach olimpijskich w Amsterdamie w 1928 roku razem z Giulio Baslettą, Marcello Bertinettim, Giancarlo Cornaggią-Medicim, Saverio Ragno, Renzo Minolim i Franco Riccardim zdobył złoty medal w szpadzie drużynowej. Na rozgrywanych cztery lata później igrzyskach olimpijskich w Los Angeles zdobył dwa medale. Najpierw wspólnie z Riccardim, Minolim, Cornaggią-Medicim i Saverio Ragno zdobył srebrny medal w zawodach drużynowych. Następnie zajął trzecie miejsce w rywalizacji indywidualnej; w rundzie finałowej wygrał siedem z jedenastu pojedynków i uplasował się za Cornaggią-Medicim i Francuzem Georgesem Buchardem. Po zakończeniu II wojny światowej wystartował na igrzyskach olimpijskich w Londynie w 1948 roku, gdzie Włosi w składzie: Carlo Agostoni, Edoardo Mangiarotti, Dario Mangiarotti, Luigi Cantone, Marco Antonio Mandruzzato i Fiorenzo Marini zdobyli srebro w szpadzie drużynowej. W zawodach indywidualnych był tym razem siódmy.
Podczas mistrzostw świata w Liège w 1930 roku razem z Giancarlo Cornaggią-Medicim, Renzo Minolim, Saverio Ragno, Franco Riccardim i Alfredo Pezzaną zdobył srebrny medal w rywalizacji drużynowej. W tej samej konkurencji zdobywał też złote medale na mistrzostwach świata w Wiedniu (1931) i mistrzostwach świata w Paryżu (1937) oraz brązowy na mistrzostwach świata w Pieszczanach (1938).